# Nižné Wahlenbergovo pleso
Nižné Wahlenbergovo pleso (deutsch Unterer Wahlenberg-See, ungarisch Alsó-Wahlenberg-tó, polnisch Wielki Staw Furkotny Niżni) ist ein Bergsee auf der slowakischen Seite der Hohen Tatra.
Er befindet sich im oberen Teil des Tals Furkotská dolina (deutsch Furkotatal) zwischen den Seitengraten Liptovské kopy und Solisko und seine Höhe beträgt 2053 m n.m.. Seine Fläche liegt bei 20.280 m², er misst 250 × 125 m und ist bis zu 7,8 m tief. Es gibt keinen oberirdischen Abfluss, der See liegt jedoch im Einzugsgebiet des Furkotský potok (deutsch Furkotabach), eines Nebenflusses von Biely Váh, der wiederum ein Quellfluss des längsten slowakischen Flusses Waag ist.
Ähnlich wie der höher gelegene See Vyšné Wahlenbergovo pleso, der durch eine Moräne von diesem See getrennt ist, trägt der See den Namen des schwedischen Botanikers Göran Wahlenberg. Im Jahrbuch 1880 des Ungarischen Karpathenvereins erscheint auch der Name dritter Furkoter See (deutsch) oder Harmadik-Furkota-tó (ungarisch).
Unweit des Ostufers verläuft ein gelb markierter Wanderweg von Štrbské Pleso heraus über das Tal Mlynická dolina und den Sattel Bystrá lávka und zurück südwärts zum rot markierten Wanderweg Tatranská magistrála.